# Michelle Calvó
Michelle Calvó Pedreira (Canarias, 19 de septiembre de 1991) es una actriz española conocida por su papel de Eli en la película El club de los incomprendidos y por interpretar a Sofía Contreras en Amar es para siempre. En 2019 interpretó a Paula Campillo en la serie Secretos de Estado. En 2023 ficha por la nueva temporada de El Grand Prix del verano en La 1.

## Biografía
Michelle Calvó, nacida en Madrid y criada en Tenerife, estudió en la escuela de interpretación, Juan Codina y posteriormente realizó cursos de casting e interpretación con Juan León, Jordi Frades, Eva Leira, Yolanda Serrano, Andrés Cuenca y Álvaro Haro. Más recientemente ha realizado un curso de formación actoral y entrenamiento audiovisual con Sara Torres. Perteneció durante cinco años al grupo de teatro de la Escuela.
Michelle ha realizado papeles episódicos en series como Toledo, cruce de destinos o Aída y ha participado en numerosos videoclips y cortometrajes, como el de Candela, por el que recibió el premio a mejor interpretación y el premio del público en el Festival Ibicine. Sin embargo, su popularidad, vino de la mano de El club de los incomprendidos. Más tarde, en 2015 fichó como protagonista en Amar es para siempre para su cuarta temporada.
En junio de 2017 se hace conocida su participación en la segunda temporada de Yo quisiera. En julio de 2017 ficha como colaboradora de Zapeando, programa en el que participa de forma puntual. Además, en octubre de 2017 empieza a rodar como protagonista Secretos de Estado, la nueva serie de Telecinco, junto a Miryam Gallego, Jesús Castro, Estefanía de los Santos o Miquel Fernández. En 2020 estrena Desaparecidos, ficción producido por plano a plano y Telecinco junto a Maxi Iglesias, Elvira Minguez y Juan Echanove y participa en la ficción italiano Gli orologi del diavolo (Los relojes del diablo).
En 2021 se anuncia su fichaje para la tercera temporada de Madres. Amor y vida, junto a Belén Rueda, Carmen Ruiz e Hiba Abouk, entre otros.

## Filmografía

### Cine
| Año  | Título                        | Rol       | Director     |
| ---- | ----------------------------- | --------- | ------------ |
| 2014 | El club de los incomprendidos | Elisabeth | Carlos Sedes |

### Series de televisión
| Año         | Título                    | Cadena                  | Personaje               | Notas         |
| ----------- | ------------------------- | ----------------------- | ----------------------- | ------------- |
| 2012        | Toledo, cruce de destinos | Antena 3                | Ligue de Fernando       | 1 episodio    |
| 2013        | Aída                      | Telecinco               | Extra                   | 1 episodio    |
| 2014        | Bienvenidos al Lolita     | Antena 3                | Carmen                  | 1 episodio    |
| 2014        | Isabel                    | La 1                    | Dama de Flandes         | 1 episodio    |
| 2015 - 2016 | Amar es para siempre      | Antena 3                | Sofía Contreras Vázquez | 254 episodios |
| 2018        | Yo quisiera               | Divinity                | Toni                    | 40 episodios  |
| 2018        | Cupido                    | Playz                   | Chloe                   | 6 episodios   |
| 2018        | Paquita Salas             | Netflix                 | Ella misma              | 1 episodio    |
| 2019        | Los nuestros 2            | Telecinco               | Elena Ferrer            | 3 episodios   |
| 2019        | Secretos de Estado        | Telecinco               | Paula Campillo Aguirre  | 13 episodios  |
| 2020        | Los relojes del diablo    | Rai 1 / Cuatro          | Marisol Vizcaíno        | 4 episodios   |
| 2020 - 2022 | Desaparecidos             | Telecinco / Prime Video | Sonia Ledesma           | 29 episodios  |
| 2021        | Madres. Amor y vida       | Telecinco / Prime Video | Camila Román            | 8 episodios   |
| 2023 - 2024 | Entrevías                 | Telecinco               | Dulce                   | 15 episodios  |
| 2025        | Punto Nemo                | Prime Video             | Cantera                 | 5 episodios   |

### Programas de televisión
| Año  | Título                | Cadena    | Notas                             |
| ---- | --------------------- | --------- | --------------------------------- |
| 2017 | Zapeando              | La Sexta  | Colaboradora                      |
| 2022 | Esta noche gano yo    | Telecinco | Concursante - Abandono por lesión |
| 2022 | Déjate querer         | Telecinco | Invitada                          |
| 2023 | Grand Prix del verano | La 1      | Copresentadora                    |

### Videoclips
- «No pide tanto, idiota», de Maldita Nerea (2015).
- «No saben de ti», de  Andrés Suárez  (2015).
- «Elévate», de Dan Silva.
- «Sopla el viento», de Pignoise.
- «Sigo escuchándote», de Josel Casas.
- «Ohe , Oha vas a soñar», de Sarah Sofìa.